# Historikeroffizier
Ein Historikeroffizier (HistOffz) ist ein Offizier der Bundeswehr. Er beschäftigt sich wissenschaftlich mit der Erforschung und Darstellung der deutschen Militärgeschichte im internationalen Vergleich. Anhand von schriftlichen und nicht schriftlichen Überlieferungen (Quellen) erforscht, dokumentiert und vermittelt er die Geschichte des Militärs in dessen vielfältigem Beziehungsgeflecht, so in dessen politischen, wirtschaftlichen, gesellschaftlichen, kulturellen oder  auch technischen Zusammenhängen.
Die Veröffentlichung der gewonnenen Ergebnisse ist Teil des wissenschaftlichen Verfahrens. Die Publikation kann im Druck, in Form von Vorträgen und Ausstellungen oder auch unter Nutzung neuer Medien erfolgen. Darüber hinaus bildet die Lehre einen wichtigen Tätigkeitsbereich des HistOffz.

## Tätigkeiten
- Erforschen und Darstellen der deutschen Militärgeschichte im Rahmen ihrer internationalen Bezüge, als Teildisziplin und nach den Methoden der Geschichtswissenschaft. Dabei soll die Militärgeschichte des 20. Jahrhunderts im Vordergrund stehen.
- Mitarbeit an Forschungsaufträgen auf der Grundlage eines kritischen Quellen- und Literaturstudiums.
- Mitwirkung an der pädagogisch-didaktischen Aufbereitung von Forschungsergebnissen für die historische Bildung in der Bundeswehr.
- Mitwirkung an militärgeschichtlichen Studien und Gutachten zu aktuellen Fragestellungen für das BMVg.
- Mitarbeit an Gutachten und Erteilen von Auskünften über militärgeschichtliche Fragestellungen und Fakten an militärische Dienststellen der Bundeswehr und der NATO, an zivile Dienststellen (insbesondere als Amtshilfe) sowie an wissenschaftliche Institute und wissenschaftlich tätige Personen des In- und Auslandes.

## Ausbildung
In der Regel haben Historikeroffiziere Geschichtswissenschaften an der Helmut-Schmidt-Universität/Universität der Bundeswehr Hamburg studiert.
Seiteneinsteiger, die an zivilen Universitäten studiert haben, sowie Reserveoffiziere mit wissenschaftlicher Ausbildung können ebenfalls als HistOffz eingesetzt werden, sofern sie auf einem entsprechenden Dienstposten eingesetzt sind.

## Verwendung
Dienstposten für Historikeroffiziere sind an den Offizierschulen des Heeres und der Luftwaffe, sowie an der Marineschule Mürwik, den Unteroffizierschulen der Teilstreitkräfte, dem Zentrum für Militärgeschichte und Sozialwissenschaften der Bundeswehr (ehemals MGFA) und den Museen der Bundeswehr vorhanden.

## Bekannte Historikeroffiziere
- Michael Berger, Hauptmann, Vorsitzender des Bundes jüdischer Soldaten (RjF)
- Oberst a. D. Dr. Karl-Heinz Frieser, ehemaliger Leiter des Forschungsbereiches II, Zeitalter der Weltkriege am MGFA
- Gerhard P. Groß, Oberst i. G., Wissenschaftlicher Mitarbeiter[1]
- Oberst Matthias Rogg, Direktor des Militärhistorischen Museums der Bundeswehr in Dresden
- Werner Rahn, Kapitän zur See a. D.